# Les Forges de Tarbes
Les Forges de Tarbes est une filiale du groupe Europlasma depuis 2021. Son histoire est conjointe à celle de l'Arsenal de Tarbes, créé en 1871. La société, fondée en 2020 sous le nom de Tarbes Industry, est aujourd'hui composée d'une usine spécialisée dans les corps creux pour les industriels de la défense.

## Historique

### Série de cessions
En 2006, dans le cadre d'une restructuration nationale, GIAT Industries ferme l'activité "mécanique" de son site à Tarbes. Ce plan, qui a pour but de faire baisser les effectifs nationaux de l'entreprise, permet à Sagem et Vallourec le transfert de certains postes. L'ancien site est ainsi récupéré par la mairie de Tarbes, Vallourec et Sagem.
De ce fait, des 800 employés du site ne restent plus que 80 salariés employés à GIAT, au département pyrotechnique, travaillant notamment en 2021 à dispenser des formations sur les explosifs primaires. 
Le site de Sagem, ouvert en 2004, est quant à lui racheté par Alcen en 2011 et regroupé au sein d'Alsyomet compte, en 2019, 185 employés.
Vallourec, qui a repris l'atelier des forges, entame la procédure de vente de son site en 2017. En 2018, Altifort rachète le site de Tarbes. 
En 2020 la société Tarbes Industry est créée par Frank Supplisson, avec la cession du site de Altifort pour 1000 euros. 
En 2021, Frank Supplisson est mis en examen pour abus de biens sociaux et accepte l'offre d'Europlasma de céder Tarbes Industry pour 10000 euros. Le site dispose alors d'une vingtaine d'employés et de la capacité à produire des corps creux. Cet achat a aussi pour objectif de permettre à l'entreprise de produire elle-même les pièces nécessaires à ses torches à fusion.